# Los Blázquez
Los Blázquez település Spanyolországban, Córdoba tartományban. Los Blázquez Valsequillo, La Granjuela, Fuente Obejuna, Peraleda del Zaucejo és Monterrubio de la Serena községekkel határos. Lakosainak száma 635 fő (2024).

## Népesség
A település népessége az elmúlt években az alábbi módon változott:
| Lakosok száma | 702  | 693  | 691  | 738  | 745  | 701  | 695  | 661  | 659  | 635  |
|               | 2001 | 2004 | 2006 | 2009 | 2011 | 2014 | 2016 | 2019 | 2021 | 2024 |